# Death Is Certain
Death Is Certain is een album uitgebracht door Royce Da 5'9" bij Koch Records op 24 februari, 2004.

## Track listing
1. Intro (0:12)
2. Regardless (3:01)
3. Throw Back (4:16)
4. What I Know (2:49)
5. I Promise (3:54)
6. Call Me Never! (1:59)
7. Hip Hop (3:47)
8. Gangsta (4:42)
9. T.O.D.A.Y (3:55)
10. I & Me (3:28)
11. Beef (4:19)
12. Bomb 1st (2:59)
13. Everybody Goes (3:05)
14. Death Is Certain Pt. 2 (It Hurts) (4:12)
15. Something's Wrong With Him (3:57)